# Er Natale de Roma
Er Natale de Roma è un breve poema in quartine e versi sciolti, scritti in vernacolo romanesco da Romolo Bacchini, dedicato alla nascita della città di Roma. Pubblicato nel 1929 dalla casa editrice Fratelli Strini, il volume è illustrato dai disegni del pittore e ceramista Romeo Berardi, allievo di Duilio Cambellotti.

## Narrazione poemica
Si tratta di un riadattamento della storia della fondazione della Città eterna, liberamente interpretata dall'autore il quale ricostruisce le vicende dei due gemelli Romolo e Remo, delle loro origini divine, del loro nonno Numitore e della Lupa capitolina. La storia si conclude col famoso episodio del ratto delle Sabine. Pur trattando di vicende "storiche", l'autore racconta gli eventi in un modo scanzonato e ironico, col tipico colore del componimento in versi della poesia dialettale romanesca.

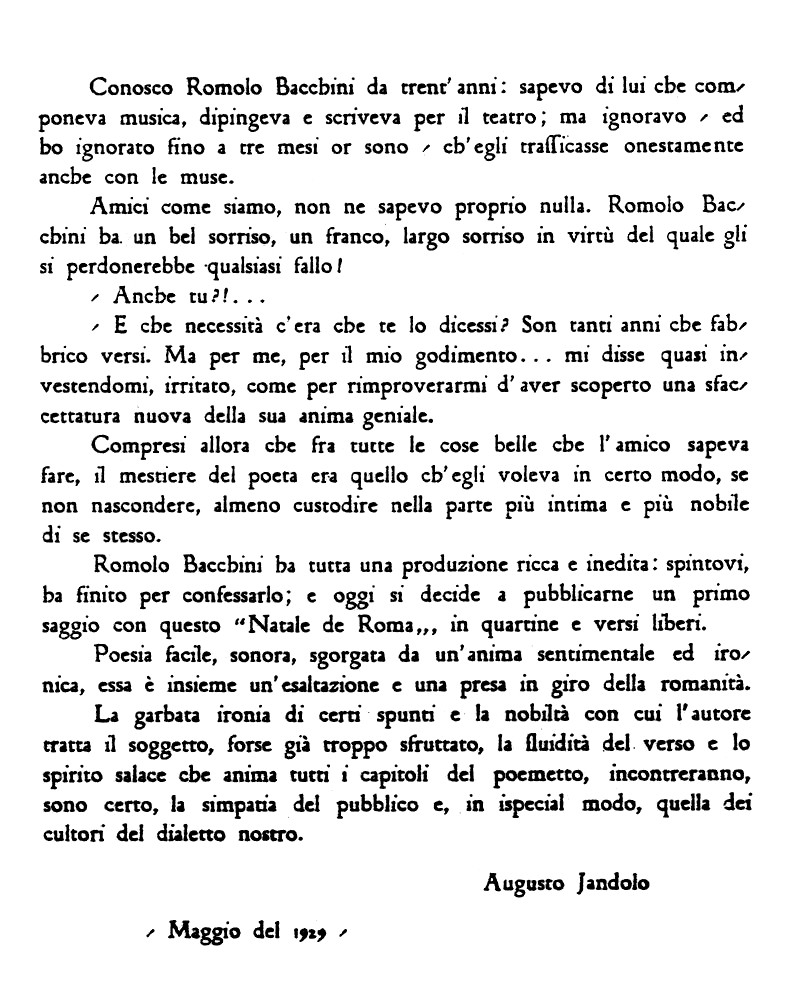
La prefazione
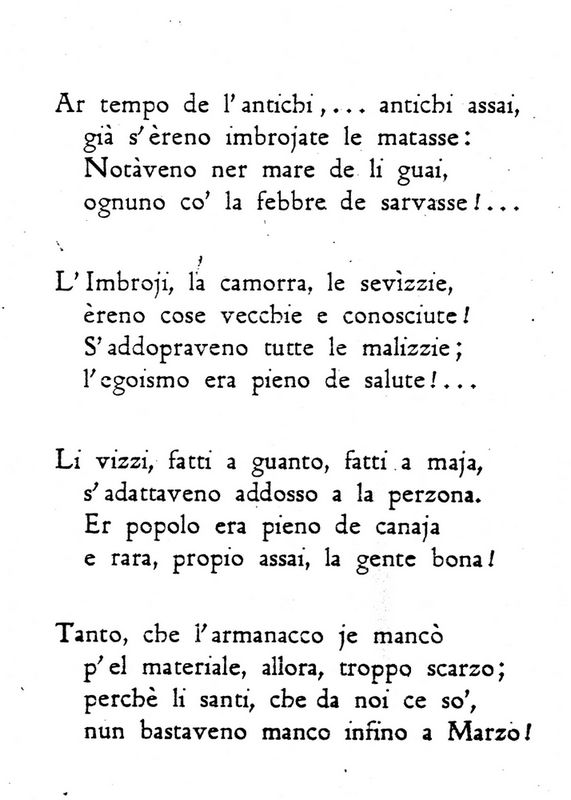
I primi versi
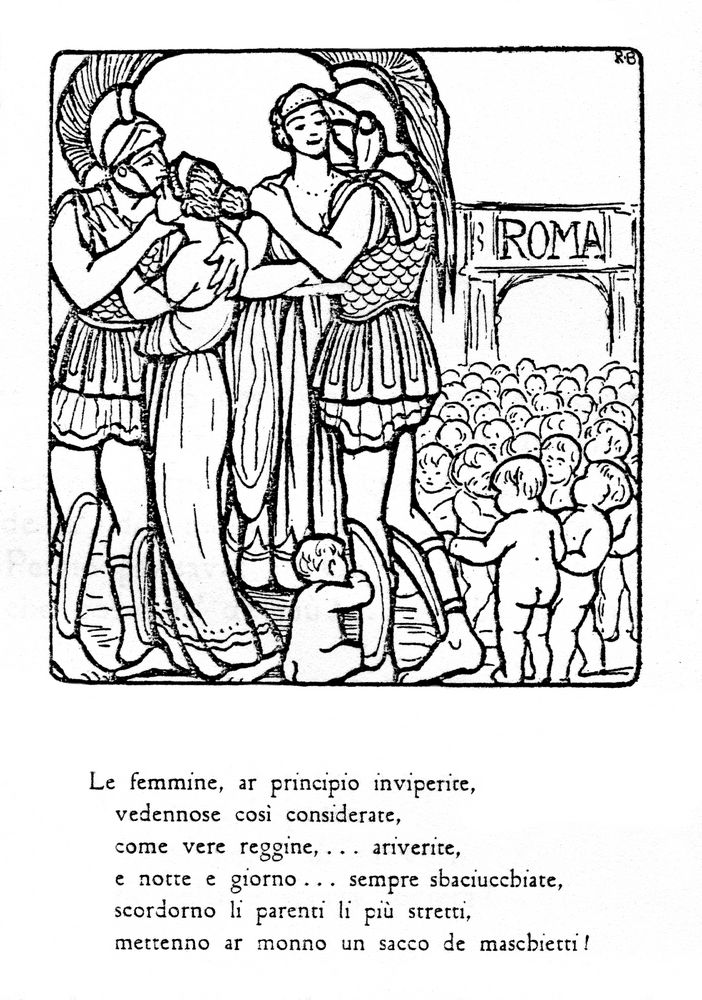
Il Ratto delle Sabine
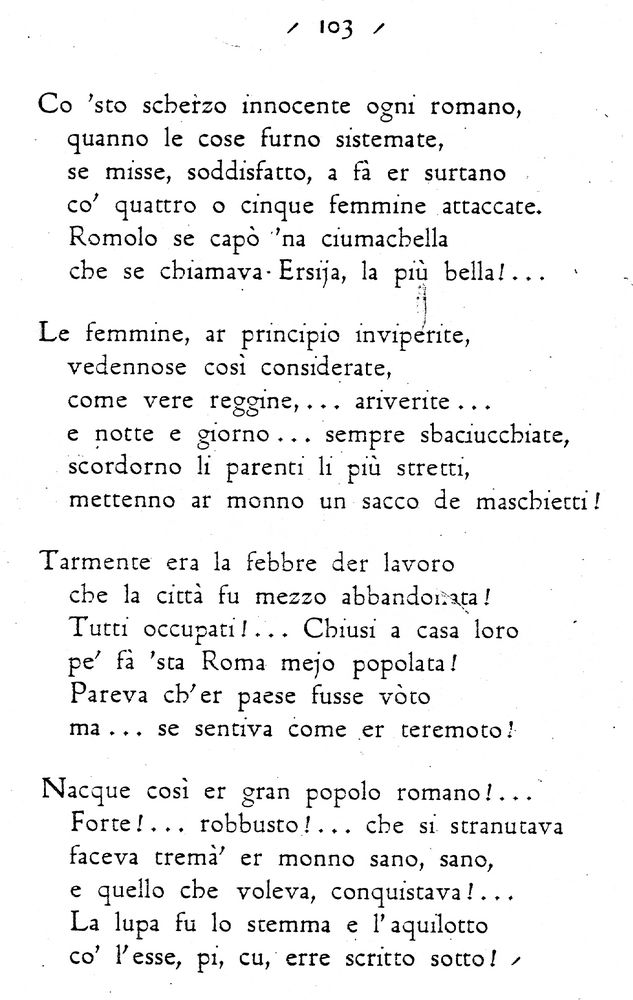
I versi conclusivi